# Antoniotto de Botta-Adorno

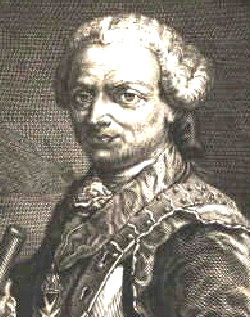
Antoniotto, markiz de Botta-Adorno

Antoniotto, markiz de Botta-Adorno (ur. ok. 1688 (Branduzzo-Lombardia), zm. 29 grudnia 1774 w Torre d’Isola) – włoski wojskowy wywodzący się z jednej z najpotężniejszych rodzin w Genui, z której pochodziło pięciu dożów tego miasta.
Rok po narodzinach Antoniotta, jego ojciec został wygnany z Republiki Genueńskiej, oskarżony o szykowanie zamachu stanu.
W 1700 roku ojciec zmarł i majątek przejął najstarszy syn, Alessandro.
Antoniotto wybrał karierę wojskową. W armii pozostał długo. Jeszcze w 1746 roku dowodził oddziałami austriacko-sardyńskimi przeciw Francuzom, czego rezultatem była zwycięska Bitwa pod Piacenzą 1746. Następnie Karol Lotaryński uczynił go plenipotentem austriackim w Belgii (Niderlandy Austriackie).
W latach 1762–1764 był ambasadorem Austrii w Petersburgu, a od 1765 regentem Wielkiego Księstwa Toskanii.